# Володимирівська сільська рада (Томаківський район)

Володимирівська сільська рада

Володимирівська сільська рада — колишній орган місцевого самоврядування у Томаківському районі Дніпропетровської області з адміністративним центром у с. Володимирівка.

## Склад ради
Рада складалася з 18 депутатів та голови.

## Населені пункти
1. с. Високе.
Територія — 161,2 га.
Населення — 905 осіб.
Домогосподарств —
2. с. Грушеве.
Територія — 41,6 га.
Населення — 103 особи.
Домогосподарств — 52
3. с. Запорізьке.
Територія — 57,4 га.
Населення — 173 особи.
Домогосподарств — 81.
4. с. Запорізька Балка.
Територія — 34,4 га.
Населення — 80 осіб.
Домогосподарств — 30
5. с. Миролюбівка.
Територія — 34 га.
Населення — 46 осіб.
Домогосподарств — 35.
6. с. Новомихайлівка.
Територія — 20,4 га.
Населення — 14 осіб.
Домогосподарств — 3.
7. с. Новоукраїнка.
Територія — 81,9 га.
Населення — 60 осіб.
Домогосподарств — 40
8. с. Новомиколаївка.
Територія — 45,6 га.
Населення — 115 осіб.
Домогосподарств — 46
9. с. Садове.
Територія- 41,5 га.
Населення- 67 осіб.
Домогосподарств- 49
10. с. Степанівка.
Територія — 19,5 га.
Населення — 61 особа.
Домогосподарств — 19.
11. с. Урожайне.
Територія — 42,3 га.
Населення — 114 осіб.
Домогосподарств — 54.
12. с. Ганнівка.
Територія — 30,3 га.
Населення — 28 осіб.
Домогосподарств — 13.